# Kostromà
|  | Aquest article tracta sobre la ciutat. Vegeu-ne altres significats a «Kostromà (riu)». |

Kostromà - Кострома (rus) - és una ciutat de la Rússia europea, situada a la confluència del Volga i el riu Kostromà. Capital de l'òblast de Kostromà, és un important nucli industrial conegut per la fabricació de teixits, maquinària i calçat.

## Història

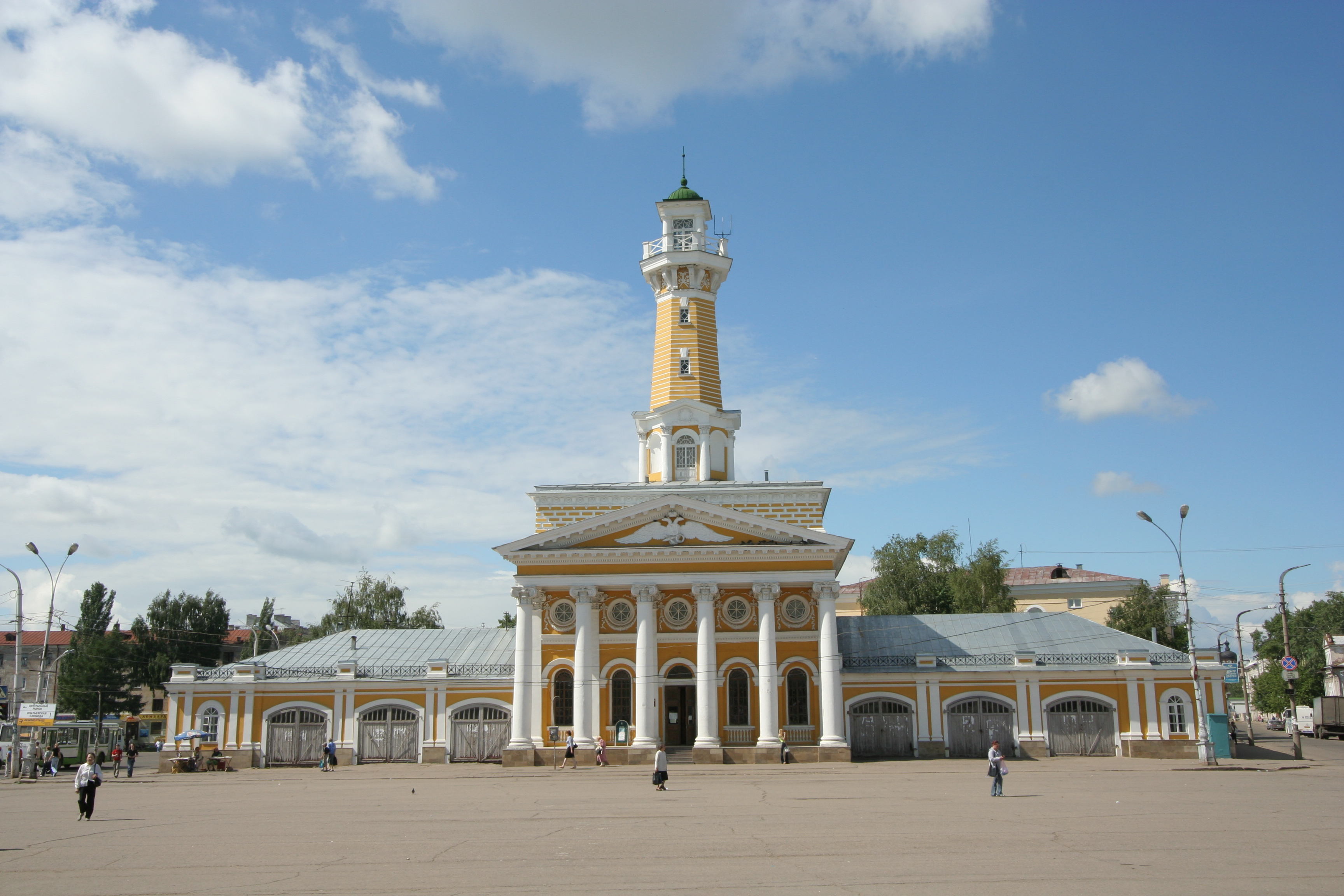
El Far de Kostromà

La primera referència històrica de la ciutat de Kostromà es remunta a 1213, tot i que molts historiadors suposen que fou fundada a mitjans del segle xii. El 1238, com la resta del Principat de Vladímir-Súzdal, fou saquejada per les hordes mongols. Poc després es va constituir com a principat, condició que va mantenir fins a principis del segle xiv, moment en què fou annexionada al Gran Ducat de Moscou.
Lloc de refugi dels Grans Ducs moscovites durant els setges de 1382, 1408 i 1433, la ciutat va experimentar durant el segle XVI un creixement espectacular, impulsat per les noves rutes comercials amb Anglaterra i Països Baixos a través del port septentrional d'Arkhànguelsk. La seva importància dins del nou Tsarat Rus va atreure els exèrcits polonesos, que la van envair en dues ocasions entre finals del segle xvi i principis del xvii.
Vinculada a la família Romanov, que li van donar la seva protecció durant centúries, rebé l'estatus de "ciutat" el 1719. Malauradament però, el 1773 va ser completament devastada per un incendi. En els anys posteriors seria reconstruïda segons una estructura radial amb el centre proper al riu Volga i amb edificis d'estil neoclàssic, molts dels quals encara es mantenen en peu avui dia.

## Cultura
Kostromà és una de les ciutats incloses al circuit turístic patrimonial conegut com l'Anell d'Or de Rússia. Entre els diversos monuments de la ciutat es troba el monestir d'Ipàtiev, dins del qual destaca la Catedral de la Dormició, erigida al segle xiii i reconstruïda a finals del segle xviii. En aquest monestir va ser on, el 1613, va ser coronat Tsar de Rússia Miquel I, el primer representant de la dinastia dels Romanov.

## Ciutats agermanades
La ciutat de Kostromà està agermanada amb les localitats de:
- Aquisgrà, Alemanya
- Berane, Montenegro
- Cetinje, Montenegro
- Durham (Anglaterra), Regne Unit
- Durham (Carolina del Nord), Estats Units d'Amèrica
- Hyvinkää, Finlàndia
- Samokov, Bulgària

## Galeria d'imatges

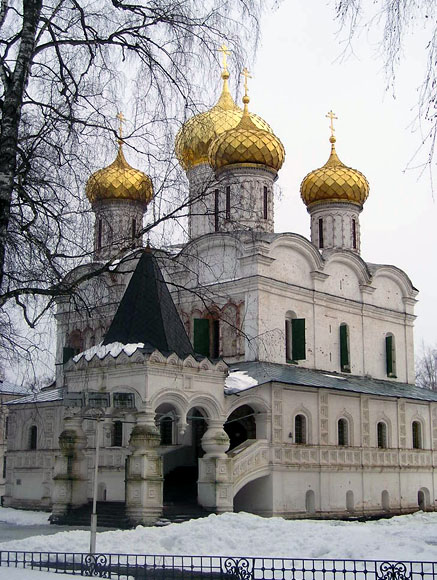
Catedral del Monestir d'Ipàtiev (1652)
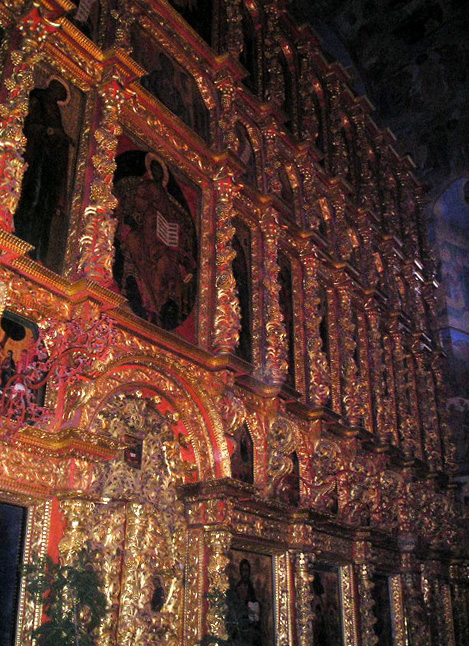
Iconostasi del segle xvii a la catedral d'Ipàtiev
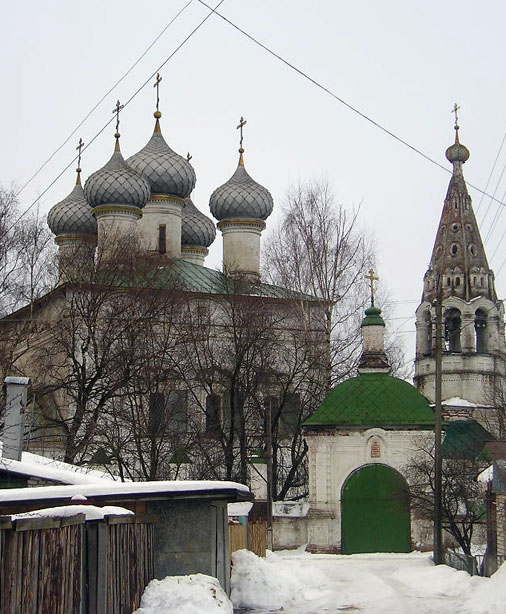
Església dins del conjunt d'Ipàtiev (1680)
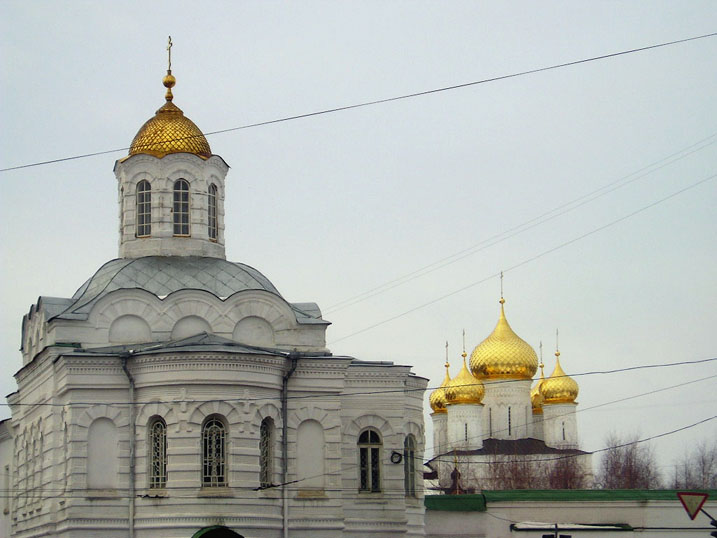
Monestir de l'Epifania
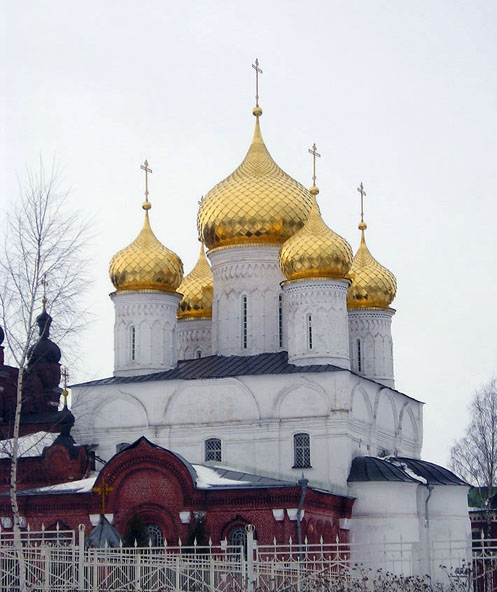
Catedral del monestir de l'Epifania (1559-65)
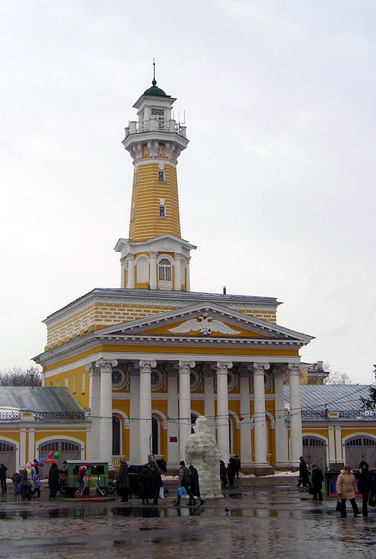
Antiga torre de guaita de Kostromà